# 江古懷
江古怀 （1880年—1958年），字伯修，晚號卻痁，福建省福州府侯官縣人。晚清名士，中國近代诗人，书法家，法学家。一生作诗千首，留有手抄诗作《却痁楼诗抄》。

## 生平
江古怀是清朝光绪癸卯（1903年）举人，曾留学日本，专攻司法，日本私立政法大学毕业，获最优等生称号。宣统二年（1909年）参加清廷为留学生设立的游學畢業生廷试，成绩最佳，被授予法政科进士，又领旨授翰林院编修。他是中国近代同光体诗派的重要诗人，也是陈衍开办的说诗社重要成员。
日本早稻田大學畢業。回國後任福州法政學堂教員。辛亥革命後任福建都督府外交部秘書，福建福安、建甌、古田等縣知事。後在福州執行律師業務。1933年後任甘肅綏靖公署軍法處少將處長，省政府秘書主任。1937年抗戰爆發後參加日本傀儡政權。初任華北臨時政府行政院秘書。1939年4月任維新政府司法行政部參事。1940年4月至1945年2月任汪精卫政权的監察委員。1945年2月又任汪精卫政权的立法委員。

## 著作
- 江古懷，刑法總論槪要講義
- 江古懷，却痁楼诗抄